# Георгије Хозевит
Преподобни Георгије Хозевит је хришћански светитељ.
Подвизавао се у 7. веку у обитељи Хозевитског манастира, на путу из Јерусалима у Јерихон где се прво подвизавао преподобни Јован Хозевит.
Пореклом је из Кипра. Након смрти родитеља отишао је у Јерусалим у манастир Лавра Каламон, где је био његов рођени брат Ираклид био замонашен. Након тога одлази манастир Пресвете Богородице, звани Хозева, где се замонашио. Тамо је живео аскетским животом у молитви и посту. Сачувано је његово житије, које говори о бројним делима исцељења, па и васкрсења из мртвих.
Српска православна црква слави га 8. јануара по црквеном, а 21. јануара по грегоријанском календару.